# Mohamed Ezzher
Mohamed Ezzher (né le 26 avril 1960 à Khouribga au Maroc) est un athlète français, spécialiste des courses de fond et du cross-country. 

## Biographie

### Enfance et formation
Il nait le 26 avril 1960.

### Carrière
Il se distingue lors des Championnats d'Europe de cross-country en remportant, au titre du classement par équipes, la médaille d'argent en 1996 et la médaille de bronze en 1994.
Sur le plan national, il remporte le titre de champion de France du 5 000 m en 1994 et 1996.